# 96 км (зупинний пункт, Південна залізниця)
96 кіломе́тр — залізничний пасажирський зупинний пункт Харківської дирекції Південної залізниці.
Розташований біля села Дальнє, Кегичівський район, Харківської області на лінії Красноград — Лозова між станціями Кегичівка (12 км) та Балки (3 км).
Станом на травень 2025 року щодоби п'ять пар приміських електропоїздів здійснюють перевезення за маршрутом Полтава-Південна — Лозова.